# Alham Arsalane
Alham Arsalane est une boxeuse française née le 13 septembre 1982.

## Carrière sportive
Championne de France en 2001, 2003 et 2005, elle est médaillée de bronze dans la catégorie des moins de 54 kg (poids coqs) aux championnats d'Europe de boxe amateur en 2003.